# 260 Huberta
260 Huberta је астероид са пречником од приближно 94,67 km.
Афел астероида је на удаљености од 3,847 астрономских јединица (АЈ) од Сунца, а перихел на 3,040 АЈ.
Ексцентрицитет орбите износи 0,117, инклинација (нагиб) орбите у односу на раван еклиптике 6,416 степени, а орбитални период износи 2334,091 дана (6,390 година).
Апсолутна магнитуда астероида је 8,97 а геометријски албедо 0,050.
Астероид је откривен 3. октобра 1886. године.